# Motivos personales
Motivos personales es una serie de televisión española de intriga y suspense, producida por Ida y Vuelta Producciones y emitida en Telecinco durante el año 2005, con buen respaldo por parte de la audiencia y éxito de crítica.

## Sinopsis

### El comienzo
La historia comienza en la fiesta de conmemoración del 50.º aniversario de los Laboratorios Acosta. Como parte de la fiesta, hay un ambiente de diversión y alegría hasta que un golpe en el techo de cristal acaba con esta situación. Han arrojado a la secretaria del presidente de los laboratorios, Mara Yimou, fallecida por el impacto. En teoría. Todas las pruebas apuntan a que se ha cometido un asesinato. 
Los indicios, en principio, parecen indicar que el culpable es el marido de la periodista Natalia Nadal, Arturo Acosta, quién es detenido mientras su mujer da la noticia en directo. En el juicio es declarado culpable y encerrado en prisión. Sin embargo, Natalia descubre gracias a un vídeo, que el juicio se basó en pruebas falsas y va a comunicárselo a su marido a la cárcel. Allí le dan una noticia: Arturo se ha suicidado. A partir de este momento, Natalia empieza a investigar junto a su amiga Virginia, la abogada de los laboratorios, la muerte de Arturo y de Mara Yimou y juntas se ven envueltas en una complicada red de secretos y crímenes. Las causas de las muertes se remontan muchos años atrás y son fruto de una fría venganza contra Natalia, gestada por misteriosos motivos personales. 

## Reparto

### Reparto principal
- Lydia Bosch es Natalia Nadal.
- Marta Calvó es Virginia Palazón / Victoria Castellanos.
- Daniel Freire es Daniel Garralda.
- Pedro Casablanc es Pablo Acosta.
- Ana Gracia es Berta Pedraza.
- Belén López es Maite Valcárcel.
- Begoña Maestre es Tania Acosta Nadal.
- Jan Cornet es Jaime Acosta Pedraza.
- Miguel Ángel Silvestre es Nacho Mendoza (Episodio 1 - Episodio 13).
- Álex González es Nacho Mendoza (Episodio 14/1 - Episodio 27/14).
- Tony Martínez es Ricardo Molina (Episodio 1 - Episodio 14/1).
- Sonia Castelo es Isabel Tejero.
- Elena Ballesteros es Silvia Márquez (Episodio 15/2 - Episodio 27/14).

#### Con la colaboración especial de
- Ginés García Millán es Fernando Acosta.
- Fernando Guillén es Federico Acosta.
- Concha Velasco es Aurora Acosta.

### Reparto recurrente
- Ana Labordeta como Rosa (Episodio 1; Episodio 3; Episodio 5 - Episodio 19/6; Episodio 24/11 - Episodio 27/14).
- Chema Muñoz como Arturo Acosta (Episodio 1 - Episodio 2; Episodio 4 - Episodio 6).
- Paca Barrera como Adriana (Episodios 1/4; Episodio 10; Episodio 14/1 - Episodio 19/6; Episodio 21/8 - Episodio 25/12).
- Eugenio Barona es Inspector Larranz (Episodio 1 - Episodio 2; Episodio 9; Episodio 11 - Episodio 27/14).
- Santiago Meléndez es Alberto Pazos (Episodio 1 - Episodio 6; Episodio 18/5 - Episodio 20/7; Episodio 25/12 - Episodio 27/14).
- Arturo Arribas es Pedro Guillén (Episodio 1 - Episodio 27/14).
- Marián Álvarez como Esther (Episodio 3 - Episodio 6; Episodio 8 - Episodio 9; Episodio 12; Episodio 14/1 - Episodio 16/3; Episodio 18/5 - Episodio 19/6; Episodio 21/8 - Episodio 27/14).
- Manuel de Blas como Gonzalo Pedraza (Episodio 10; Episodio 13 - Episodio 14/1; Episodio 16/3; Episodio 20/7 - Episodio 23/10).
- Liz Lobato como El Arcángel (Episodio 13 - Episodio 14/1; Episodio 19/6; Episodio 21/9 - Episodio 25/12; Episodio 27/14).
- Esperanza de la Vega como Ángeles Martorell \ Gabriela (Episodio 14/1 - Episodio 15/2; Episodio 17/4 - Episodio 22/9; Episodio 27/14).
- Miguel Ramiro es Martín Gaínza / Miguel Ballester (Episodio 15/2 - Episodio 24/11)
- Asier Etxeandía es David (Episodio 16/3 - Episodio 21/8).

### Episódicos
- Menh-Wai Trinh como Mara Yimou (secretaria de Federico).
- Roberto Quintana como Mario Villar (abogado de Arturo).
- Cristina Segarra como Ana López.
- Charo Zapardiel como Jueza.
- Luis Zahera como Joaquín Gálvez (Testigo a favor de Arturo Acosta)
- Isidoro Fernández como Dtor. Centro Penitenciario.
- Alejandro Casaseca como Cárdenas † (Asesino a sueldo).
- Eleazar Ortiz como Julio Velázquez (Examante de Virginia y dueño de Prolab).
- Aitor Mazo como Juan Villarroel † (Enemigo de los Laboratorios Acosta).
- Chus Castrillo como Aganzo \ Sandra Suñer † (Ex-socia de la Compañía Blanca).
- Amparo Vega como Diana de Vicente † (Consejera de los Laboratorios Acosta).
- Arturo Querejeta como Holgado (Consejero de los Laboratorios Acosta).
- Isabel Ampudia como Teresa Forner (Viuda de Pardo).
- Javier Ruíz como Camarero.
- Inés Morales como Gloria Núñez (Examante de Federico).
- Álex O'Dogherty como Antonio Cruz (exempleado de DTV).
- Karmele Aramburu (Directora Prisión Provincial).
- Pilar Massa como Leticia (Médico de la Prisión).
- Usun Yoon como Maia.
- Ion León como Regidor Es Noticia.
- Manolo Solo como Fiscal.
- Javier Holgado como Asistente de Figueroa (Cameo. Es guionista y cocreador de la serie).
- Carlos Vila como Empleado de DTV que se pelea con la máquina de café (Cameo. Es guionista y cocreador de la serie).
- Nathalie Poza como Lorena Salino o Lagarto rojo (ex soldado encargada de soltar el virus A-423 en Albania).

#### Con la colaboración especial de
- Alicia Borrachero como Cruz Gándara (Episodio 4).
- Àngels Barceló como ella misma (Episodio 4 - Episodio 5).
- Lluís Homar como Andrés Mercader (Episodio 9 - Episodio 11).
- Txema Blasco como Guillermo del Valle (Episodio 20).

## Cronología
| Actor / Actriz         | Personaje                               | Temporadas | Temporadas |
| Actor / Actriz         | Personaje                               | 1          | 2          |
| Lydia Bosch            | Natalia Nadal                           | Principal  | Principal  |
| Marta Calvó            | Virginia Palazón / Victoria Castellanos | Principal  | Principal  |
| Daniel Freire          | Daniel Garralda                         | Principal  | Principal  |
| Pedro Casablanc        | Pablo Acosta                            | Principal  | Principal  |
| Ana Gracia             | Berta Pedraza                           | Principal  | Principal  |
| Belén López            | Mª Teresa "Maite" Válcarcel             | Principal  | Principal  |
| Sonia Castelo          | Isabel Tejero                           | Principal  | Principal  |
| Begoña Maestre         | Tania Acosta Nadal                      | Principal  | Principal  |
| Jan Cornet             | Jaime Acosta Pedraza                    | Principal  | Principal  |
| Miguel Ángel Silvestre | Ignacio "Nacho" Mendoza                 | Principal  |            |
| Álex González          | Ignacio "Nacho" Mendoza                 |            | Principal  |
| Tony Martínez          | Ricardo Molina †                        | Principal  | Invitado   |
| Elena Ballesteros      | Silvia Márquez                          |            | Principal  |
| Ginés García Millán    | Fernando Acosta                         | Principal  | Principal  |
| Fernando Guillén       | Federico Acosta                         | Principal  | Principal  |
| Concha Velásco         | Aurora Acosta                           | Principal  | Principal  |
| Ana Labordeta          | Rosa                                    | Recurrente | Recurrente |
| Chema Muñoz            | Arturo Acosta †                         | Recurrente |            |
| Paca Barrera           | Adriana                                 | Recurrente | Recurrente |
| Eugenio Barona         | Inspector Larranz                       | Recurrente | Recurrente |
| Santiago Meléndez      | Alberto Pazos                           | Recurrente | Recurrente |
| Arturo Arribas         | Pedro Gullén                            | Principal  | Principal  |
| Marián Álvarez         | Esther                                  | Recurrente | Recurrente |
| Manuel de Blas         | Gonzalo Pedraza †                       | Invitado   | Recurrente |
| Liz Lobato             | El Arcángel †                           | Invitada   | Recurrente |
| Esperanza de la Vega   | Ángeles Martorell \ Gabriela †          | Invitada   | Recurrente |
| Miguel Ramiro          | Martín Gaínza / Miguel Ballester †      |            | Principal  |
| Asier Etxeandía        | David †                                 |            | Invitado   |
| Menh-Wai Trinh         | Mara Yimou †                            | Invitada   |            |
| Alejandro Casaseca     | Cárdenas †                              | Invitado   |            |
| Eleazar Ortiz          | Julio Velázquez                         | Invitado   | Invitado   |
| Aitor Mazo             | Juan Villarroel †                       | Invitado   | Invitado   |
| Chus Castrillo         | Aganzo \ Sandra Suñer †                 | Invitada   | Invitada   |
| Inés Morales           | Gloria Núñez †                          |            | Invitada   |
| Isabel Ampudia         | Teresa Forner                           | Invitada   | Invitada   |
| Álex O'Dogherty        | Antonio Cruz †                          |            | Invitado   |
| Lluís Homar            | Andrés Mercader †                       | Invitado   |            |
| ---------------------- | --------------------------------------- | ---------- | ---------- |

## Episodios y audiencias
| Temporada | Temporada | Episodios | Estreno                  | Final                   | Audiencia    | Audiencia | Audiencia |
| Temporada | Temporada | Episodios | Estreno                  | Final                   | Espectadores | Cuota     |           |
| --------- | --------- | --------- | ------------------------ | ----------------------- | ------------ | --------- | --------- |
|           | 1         | 13        | 1 de febrero de 2005     | 26 de abril de 2005     | 4 825 000    | 27,9%     |           |
|           | 2         | 14        | 13 de septiembre de 2005 | 13 de diciembre de 2005 | 3 980 000    | 24,2%     |           |
| Total     | Total     | 27+1extra | 2005                     | 2005                    | 4 402 000    | 26,0%     |           |

### Temporada 1: 2005
| N.º (serie) | N.º (temp.) | Título                         | Director(es)    | Guionista(as)                               | Fecha de emisión      | Audiencia         |
| ----------- | ----------- | ------------------------------ | --------------- | ------------------------------------------- | --------------------- | ----------------- |
| 1           | 1           | «50.º Aniversario»             | Salvador Calvo  | Diana Laffond, Carlos Vila y Daniel Holgado | 1 de febrero de 2005  | 5 034 000 (26,9%) |
| 2           | 2           | «¿Culpable o inocente?»        | Salvador Calvo  | Diana Laffond, Carlos Vila y Daniel Holgado | 8 de febrero de 2005  | 4 767 000 (27,4%) |
| 3           | 3           | «¿Suicidio o asesinato?»       | Rafael Moleón   | Diana Laffond, Carlos Vila y Daniel Holgado | 15 de febrero de 2005 | 3 622 000 (26,5%) |
| 4           | 4           | «La cuenta atrás ha comenzado» | Salvador Calvo  | Diana Laffond, Carlos Vila y Daniel Holgado | 22 de febrero de 2005 | 4 750 000 (26,5%) |
| 5           | 5           | «Las víctimas se multiplican»  | Rafael Moleón   | Diana Laffond, Carlos Vila y Daniel Holgado | 1 de marzo de 2005    | 4 343 000 (23,3%) |
| 6           | 6           | «Últimas horas»                | Salvador Calvo  | Diana Laffond, Carlos Vila y Daniel Holgado | 8 de marzo de 2005    | 4 411 000 (24,7%) |
| 7           | 7           | «Secretos»                     | Rafael Moleón   | Diana Laffond, Carlos Vila y Daniel Holgado | 15 de marzo de 2005   | 4 687 000 (26,6%) |
| 8           | 8           | «La Compañía Blanca»           | Salvador Calvo  | Diana Laffond, Carlos Vila y Daniel Holgado | 22 de marzo de 2005   | 4 511 000 (28,0%) |
| 9           | 9           | «Historias del pasado»         | César Rodríguez | Diana Laffond, Carlos Vila y Daniel Holgado | 29 de marzo de 2005   | 4 978 000 (28,5%) |
| 10          | 10          | «Ahorcado»                     | Salvador Calvo  | Diana Laffond, Carlos Vila y Daniel Holgado | 5 de abril de 2005    | 5 120 000 (29,5%) |
| 11          | 11          | «Acosadas»                     | César Rodríguez | Diana Laffond, Carlos Vila y Daniel Holgado | 12 de abril de 2005   | 5 006 000 (29,3%) |
| 12          | 12          | «El cerco se estrecha»         | Ignacio Mercero | Diana Laffond, Carlos Vila y Daniel Holgado | 19 de abril de 2005   | 5 301 000 (29,2%) |
| 13          | 13          | «El nombre del asesino»        | Salvador Calvo  | Diana Laffond, Carlos Vila y Daniel Holgado | 26 de abril de 2005   | 6 199 000 (35,9%) |

### Temporada 2: 2005
| N.º (serie) | N.º (temp.) | Título                           | Fecha de emisión         | Audiencia         |
| ----------- | ----------- | -------------------------------- | ------------------------ | ----------------- |
| -           | 0           | Capítulo especial                | 13 de septiembre de 2005 | 3 130 000 (22,4%) |
| 14          | 1           | El arcángel                      | 20 de septiembre de 2005 | 3 734 000 (24,6%) |
| 15          | 2           | La pesadilla de Tania            | 27 de septiembre de 2005 | 3 448 000 (21,2%) |
| 16          | 3           | Morir o matar                    | 4 de octubre de 2005     | 4 232 000 (26,1%) |
| 17          | 4           | Dos días con Martorell           | 11 de octubre de 2005    | 3 573 000 (22,8%) |
| 18          | 5           | Hace quince años                 | 18 de octubre de 2005    | 4 044 000 (24,6%) |
| 19          | 6           | La amante de Santos              | 25 de octubre de 2005    | 4 101 000 (24,3%) |
| 20          | 7           | Fuera de juego                   | 1 de noviembre de 2005   | 3 661 000 (23,4%) |
| 21          | 8           | ¿El fin de Victoria Castellanos? | 8 de noviembre de 2005   | 4 039 000 (23,4%) |
| 22-23/1*    | 9-10/1      | a423                             | 15 de noviembre de 2005  | 4 055 000 (24,5%) |
| 23/2-24*    | 10/2-11     | Cuarentena                       | 22 de noviembre de 2005  | 3 967 000 (25,9%) |
| 25          | 12          | Arturo...                        | 29 de noviembre de 2005  | 4 021 000 (23,1%) |
| 26          | 13          | Fantasmas del pasado             | 6 de diciembre de 2005   | 4 015 000 (24,8%) |
| 27          | 14          | Hasta siempre                    | 13 de diciembre de 2005  | 4 854 000 (28,0%) |

(*) Durante dos semanas, se lanzaron editados tres episodios de la serie, emitiéndose cada día un capítulo y medio. Aunque la temporada tuvo 14 episodios (sin contar el capítulo especial) la serie se emitió durante 13 semanas.

## Curiosidades
- La segunda temporada finaliza con el capítulo 14 dando paso a la tercera temporada que nunca se realizó.
- Las tramas situadas en el hospital son los decorados de la serie Hospital Central.
- Los guionistas de la serie intervienen en la misma como miembros del consejo de los Laboratorios Acosta o como periodistas de DTV.
- En la serie, el libro de Arthur Conan Doyle, La compañía blanca, resulta ser una de la claves para que Natalia encuentre al asesino de su marido.
- Según comentarios del equipo, había una tercera temporada preparada, pero debido a diversos factores decidieron concluir la serie en la segunda temporada.
- Tiempo después, con los mismos guionistas se estrenó en Antena 3 Círculo rojo, que no llegó a alcanzar los niveles de audiencia que tuvo Motivos personales. En septiembre de 2018, también en Antena 3 y de la mano de los mismos guionistas y productora, se estrenó Presunto culpable.
- Calificada como una de las mejores series de intriga del panorama español.
- Álex González sustituyó a Miguel Ángel Silvestre en el personaje de Nacho durante la segunda temporada debido a que este no pudo compaginar el rodaje de la película La distancia con el de la serie.
- Belén López, Marta Calvó, Pedro Casablanc, Manuel de Blas, Lydia Bosch, Daniel Freire y Sonia Castelo volvieron a coindicir en la película Masala, dirigida por Salvador Calvo (también director de Motivos personales).
- Marta Calvó, Pedro Casablanc, Daniel Freire, Belén López, Begoña Maestre, Sonia Castelo, Asier Etxendía, Ana Labordeta, Manuel de Blas y Aitor Mazo, todos actores de Motivos personales, también han intervenido en la serie Amar en tiempos revueltos de TVE o en su secuela, Amar es para siempre, de Antena 3
- Lydia Bosch, Marta Calvó, Pedro Casablanc, Fernando Guillén, Belén López, Ana Gracia, Santiago Meléndez, Sonia Castelo, Elena Ballesteros, Ana Labordeta, Inés Morales, Txema Blasco, Alicia Borrachero, todos actores de Motivos personales, también han intervenido en la serie Los misterios de Laura de TVE, escrita por los mismos guionistas que Motivos personales, y producida por la misma productora.

## Premios

### TP de Oro 2005
- Nominación a mejor actriz: Lydia Bosch.

### Premios EñE de la TV 2005
- Ganadora mejor serie.
- Ganadora mejor serie revelación 05.
- Ganador mejor dirección: Salvador Calvo.
- Ganador mejor guion: Carlos Vila, Javier Holgado.
- Ganadora a mejor actriz protagonista: Lydia Bosch.
- Ganador a mejor actor secundario: Pedro Casablanc.
- Ganadora a mejor actriz secundaria: Marta Calvó.
- Ganador a mejor elenco: Lydia Bosch, Marta Calvó, Daniel Freire, Pedro Casablanc, Ana Gracia, Sonia Castelo, Miguel Ángel Silvestre, Belén López, Elena Ballesteros, Jan Cornet, Álex González, Begoña Maestre, Concha Velasco, Fernando Guillén, Ginés García Millán.
- Nominación a mejor actor secundario: Ginés García Millán.
- Nominación a mejor actriz secundaria: Ana Gracia.
- Nominación a mejor actriz secundaria: Concha Velasco.

### Fotogramas de Plata 2005
- Nominación a mejor actriz de televisión: Lydia Bosch.

### Premios de la Unión de Actores 2005
- Nominación a mejor actor secundario de televisión: Pedro Casablanc.

### Premios Zapping2005
- Ganadora a mejor actriz: Lydia Bosch.
- Nominación a mejor actor: Daniel Freire.